# Vasili Soerikov

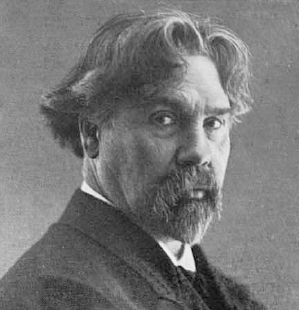
Vasili Soerikov rond 1913 (onbekende fotograaf)

Vasili Ivanovitsj Soerikov (Russisch: Василий Иванович Суриков) (Krasnojarsk, 24 januari 1848 – Berjozovo, 19 maart 1916) was een Russisch kunstschilder. Hij was de schoonvader van de schilder Pjotr Kontsjalovski.
Soerikov werd geboren in Krasnojarsk in Siberië en behoorde tot de in 1870 opgerichte kunstenaarsgroepering Peredvizjniki (De zwervers), die zich ten doel stelde de kunst onder het volk te brengen. Soerikov was een van de eersten die probeerden de didactische idealen van de groep te verbinden met de nationale artistieke traditie. In levendige en kleurige doeken verbeeldde hij bij voorkeur momenten uit het leven van het Russische volk, vanaf de verovering van Siberië tot Peter de Grote.

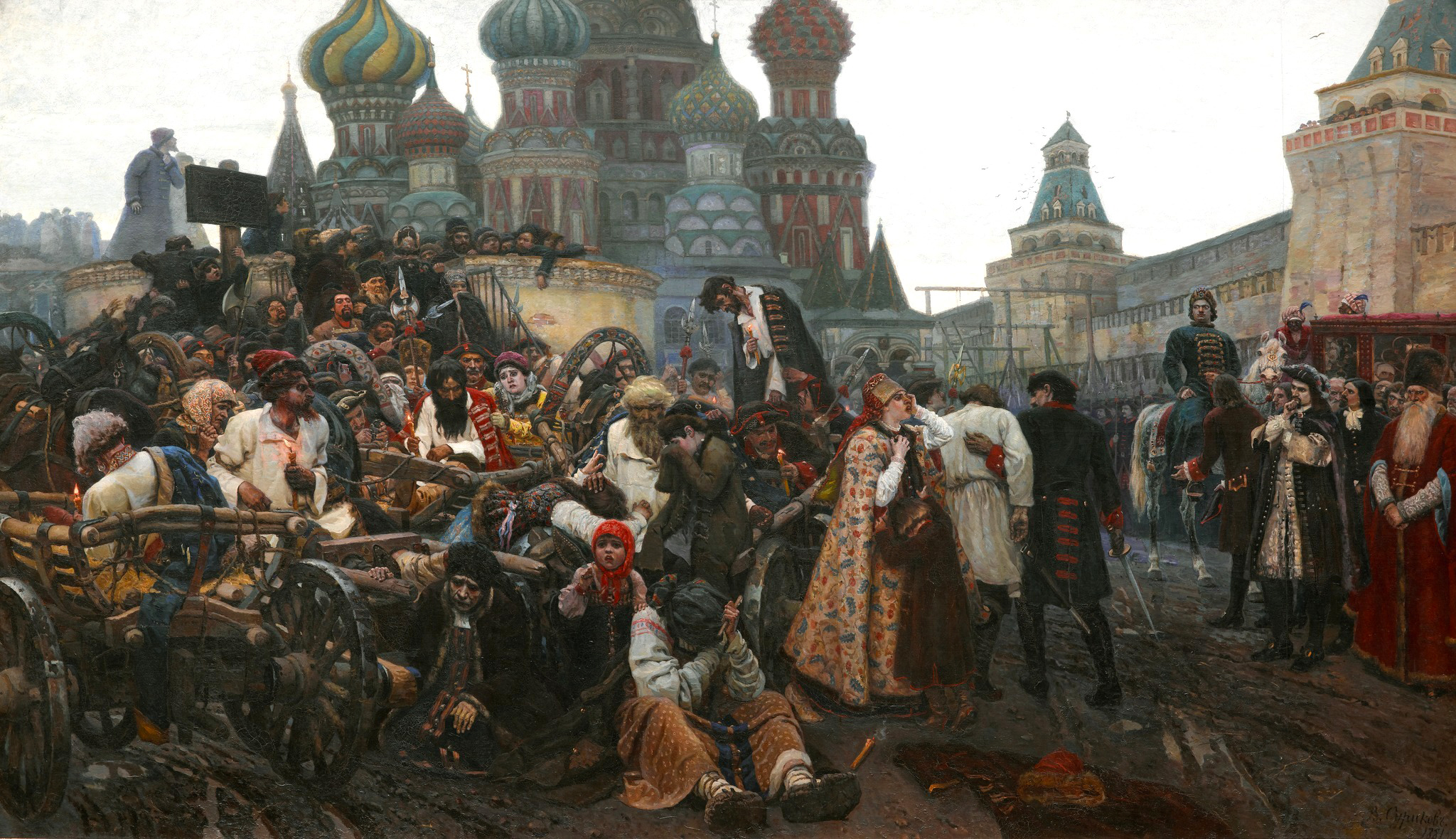
De ochtend voor de executie van de Streltsy, 1881, Tretjakovgalerij, Moskou
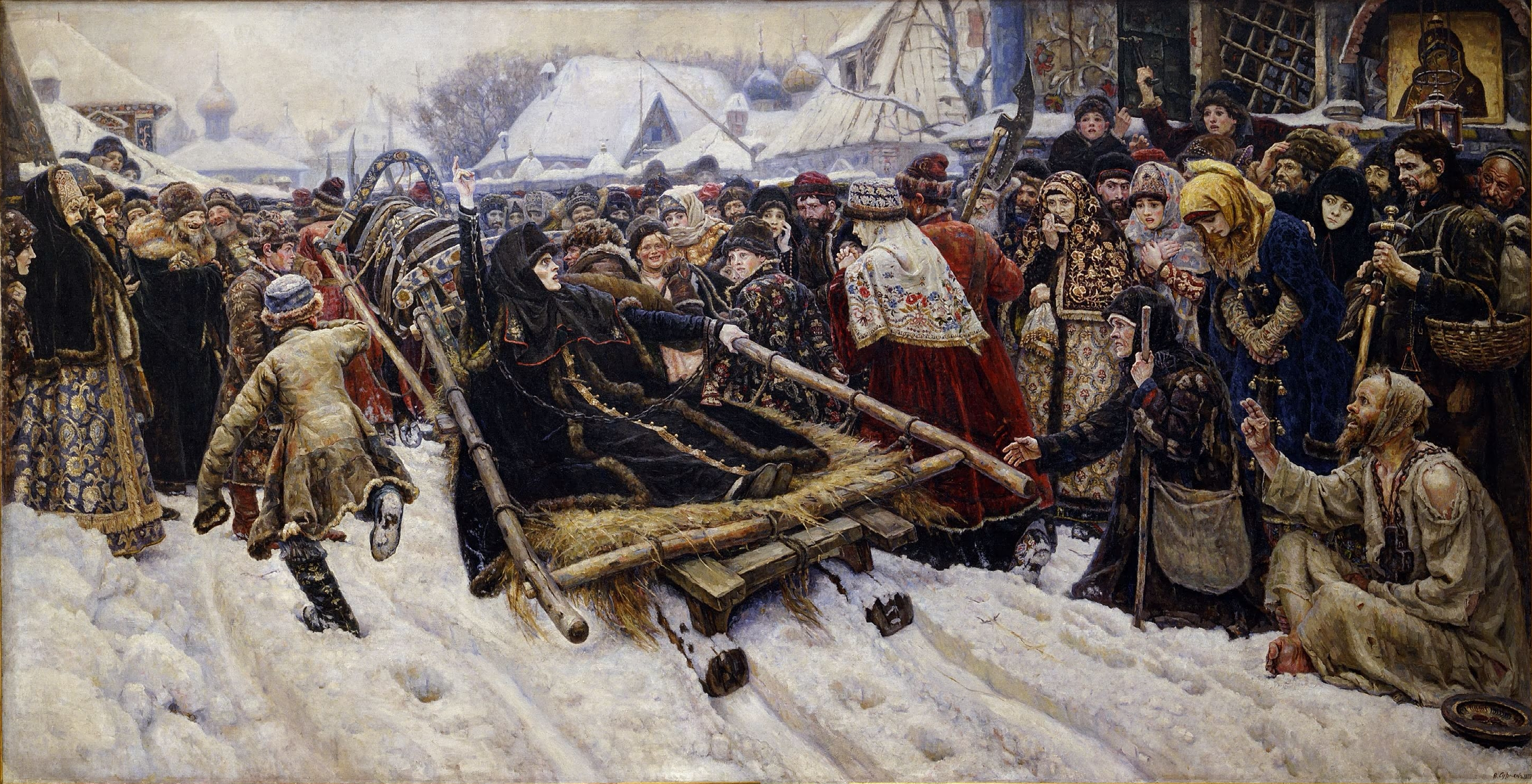
De arrestatie van de oudgelovige Bojarynja Morozova, 1884-1887, Tretjakovgalerij, Moskou

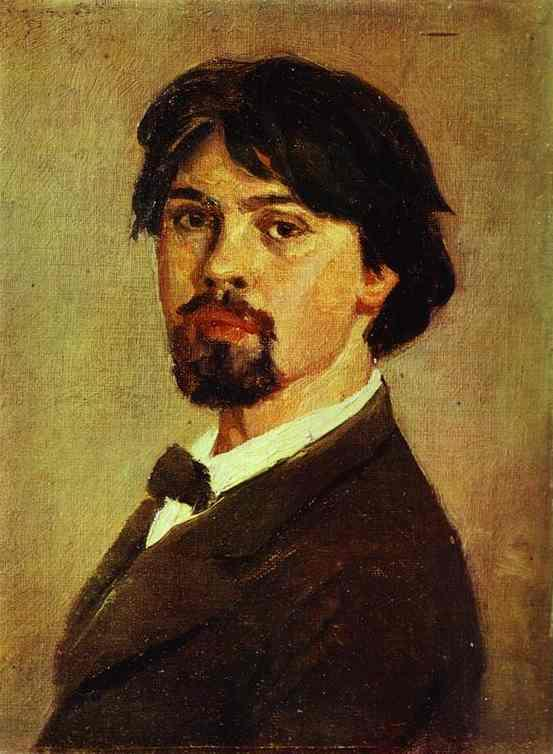
Zelfportret, 1879, Tretjakovgalerij, Moskou
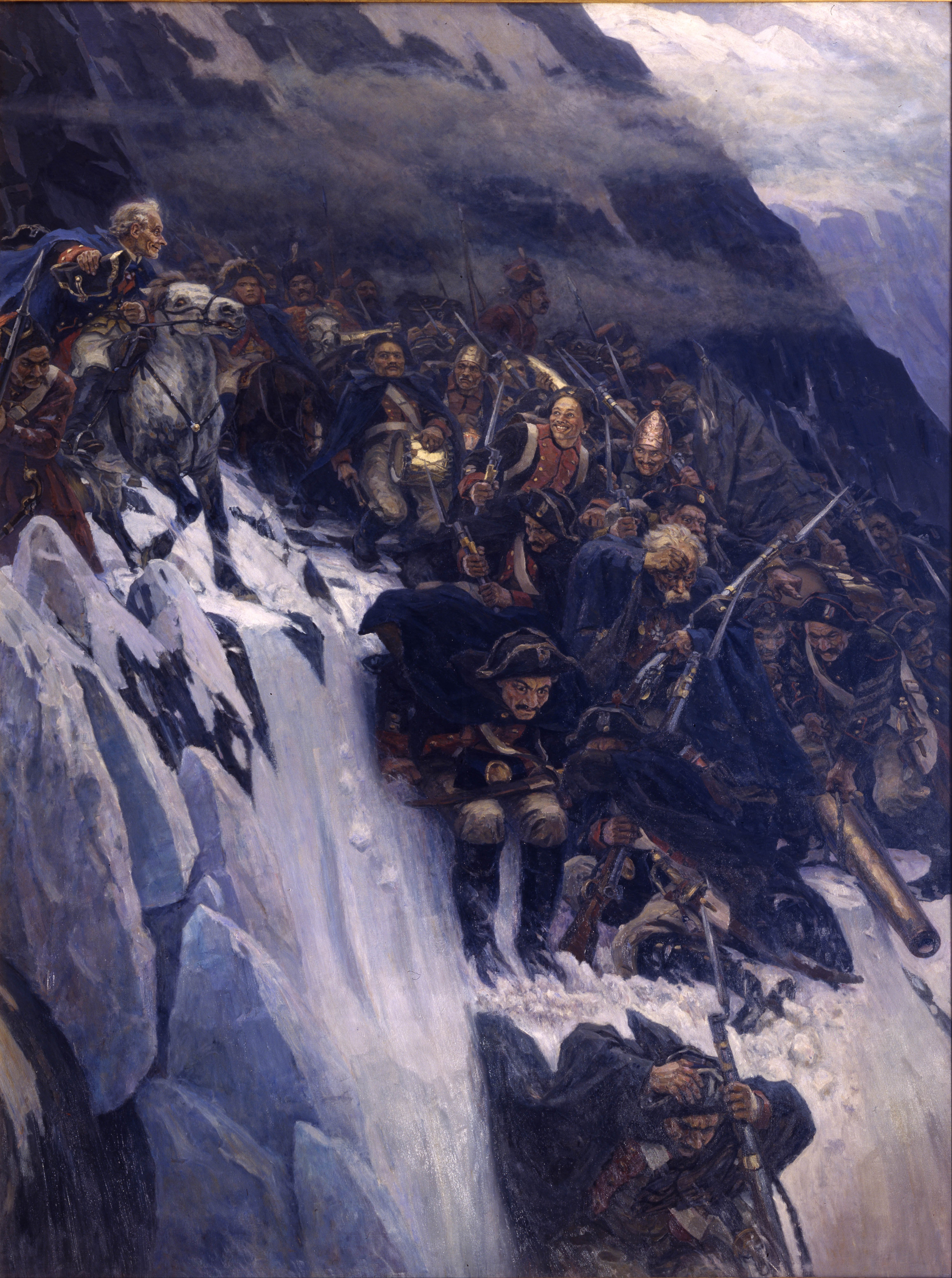
Soevorov steekt de Alpen over, 1899, Russisch Museum, Sint-Petersburg

- Bibsys: 1542227321800
- Biblioteca Nacional de España: XX1131650
- Bibliothèque nationale de France: cb149674965 (data)
- CiNii: DA05768819
- Gemeinsame Normdatei: 119007533
- International Standard Name Identifier: 0000 0001 2123 9844
- Library of Congress Control Number: n80122702
- Nationale Bibliotheek van Letland: 000224781
- MusicBrainz: e52a76ac-c321-48d4-8191-867566d6f6f0
- Nationale Bibliotheek van Tsjechië: kup20020000096795
- Nationale bibliotheek van Australië: 35929147
- Nationale Bibliotheek van Israël: 987007421595305171
- Nationale Bibliotheek van Polen: a0000002082811
- Nederlandse Thesaurus van Auteursnamen: 07248229X
- Réseau des bibliothèques de Suisse occidentale: 02-A021787803
- RKD-Nederlands Instituut voor Kunstgeschiedenis: 76082
- Système universitaire de documentation: 107983478
- Trove: 1150277
- Union List of Artist Names: 500032360
- Virtual International Authority File: 22412567
- WorldCat: E39PBJt8mfrQ6vXdWygHVgFHYP